# Irene Lecapena
Irene Lecapena (nascida Maria; em búlgaro:  Ирина Лакапина; Μαρία/Ειρήνη Λακαπηνή) foi a imperatriz consorte de Pedro I da Bulgária. Ela era filha de Cristóvão Lecapeno, filho e co-imperador de Romano I Lecapeno do Império Bizantino com sua esposa, a augusta Sofia.
Para se provar um sucessor digno de seu pai, tanto em casa quanto aos olhos dos governos vizinhos, o novo imperador da Bulgária, Pedro I, realizou uma demonstração de força ao invadir a Trácia bizantina em maio de 927 e quase que imediatamente mostrou-se pronto a negociar uma paz permanente. Romano se aproveitou da situação e propôs um casamento entre as casas imperiais de Bizâncio e da Bulgária: ele arranjou para que sua neta, Maria, se casasse com Pedro. Pela primeira vez na história bizantina, uma princesa bizantina seria dada em casamento a um monarca estrangeiro e, décadas depois, Constantino VII Porfirogênito criticaria Romano pela concessão. Em outubro de 927, Pedro chegou a Constantinopla para se encontrar com Romano e assinar o tratado de paz, casando-se com Maria em 8 de novembro. Para comemorar uma nova era nas relações entre búlgaros e bizantinos, Maria foi rebatizada "Irene" ("paz" em grego).

## Família
Irene e Pedro I tiveram diversos filhos, incluindo:
- Plenimir
- Bóris II, que sucedeu ao pai como imperador da Bulgária em 969
- Romano I, imperador da Bulgária em 977